# Museo storico militare di artiglieria, del genio e del Corpo delle comunicazioni
Il Museo storico militare di artiglieria, del genio e del Corpo delle comunicazioni, in precedenza noto come Museo dell'artiglieria, è un museo militare situato a San Pietroburgo, vicino alla Fortezza di Pietro e Paolo.

## Storia

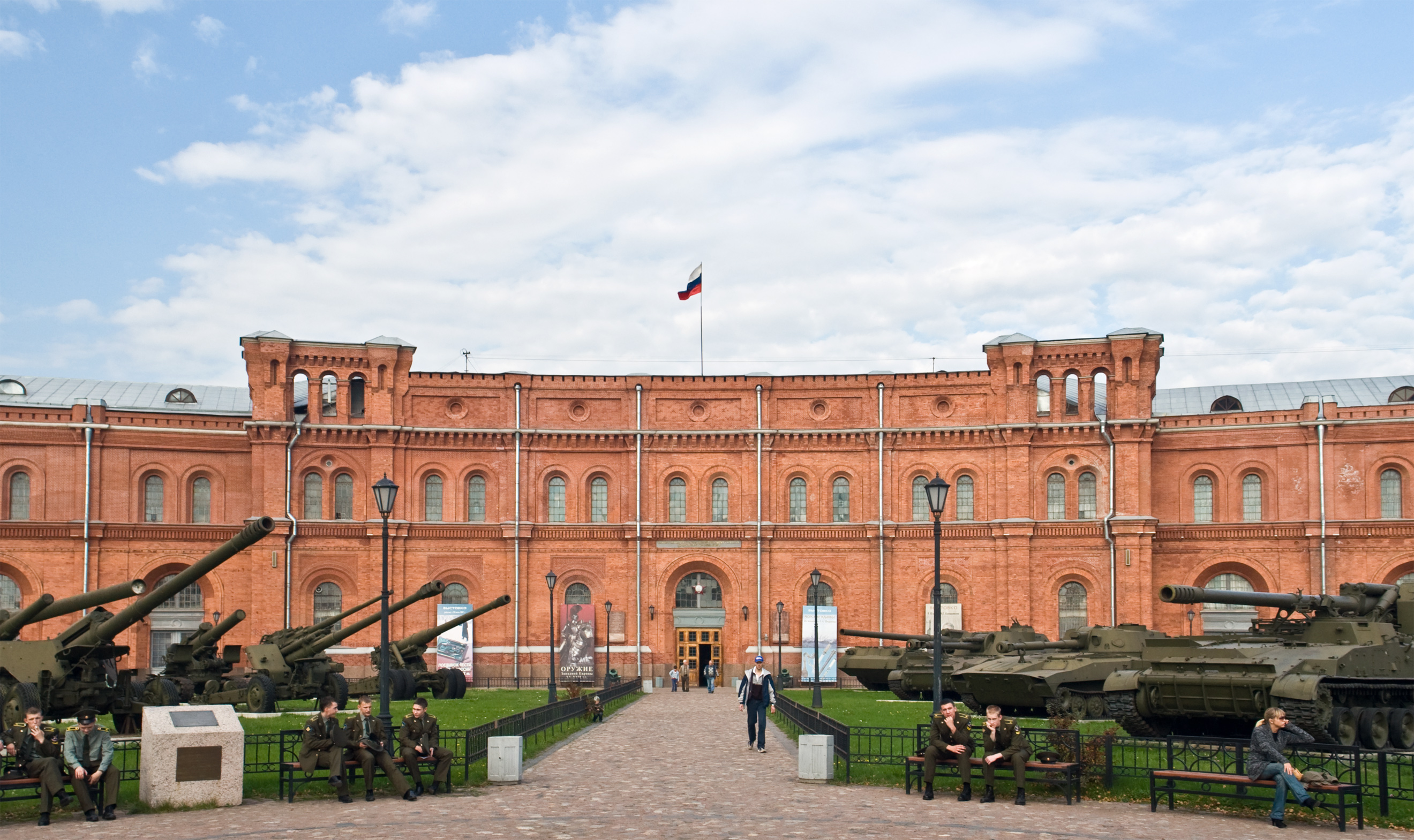
Ingresso del museo

Il museo è nato nel 1703, quando lo zar Pietro I decise di conservare diversi pezzi d'artiglieria per il loro valore storico. Inizialmente la sede era un edificio ligneo facente parte della fortezza, ma nel 1776 venne commissionata la costruzione di una nuova sede per l'Arsenale. Quest'edificio venne costruito nella prospettiva Liteinyi ergendosi su tre piani, con i reperti conservati al secondo, mentre nel 1808 il museo venne ufficialmente aperto al pubblico per un orario che andava dalle 14:00 alle 18:00. La sede attuale era stata costruita in origine come coronamento della Fortezza di Pietro e Paolo, ma vi fu trasferito il museo nel 1868, con un'estensione di 13 sale all'interno e col cortile all'esterno, arrivando a una superficie di 1,7 ettari. Attualmente è uno dei musei militari più estesi al mondo e contiene oltre 850 000 reperti, tra armi da fuoco, armi bianche e oggetti vari, conservando nel cortile diversi carri armati, pezzi d'artiglieria e sistemi missilistici.

## Galleria d'immagini

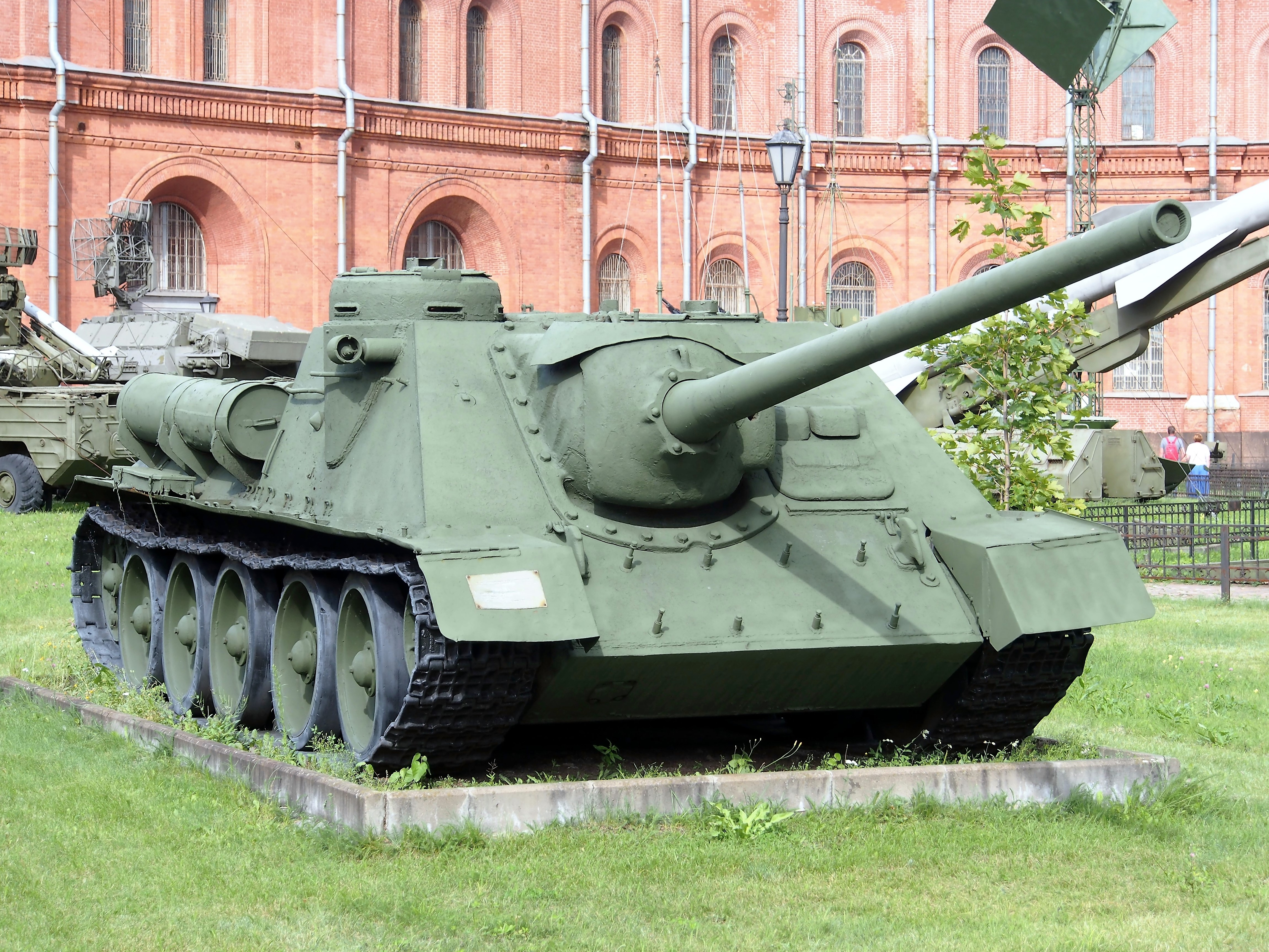
Esemplare di SU-100 esposto nel cortile.
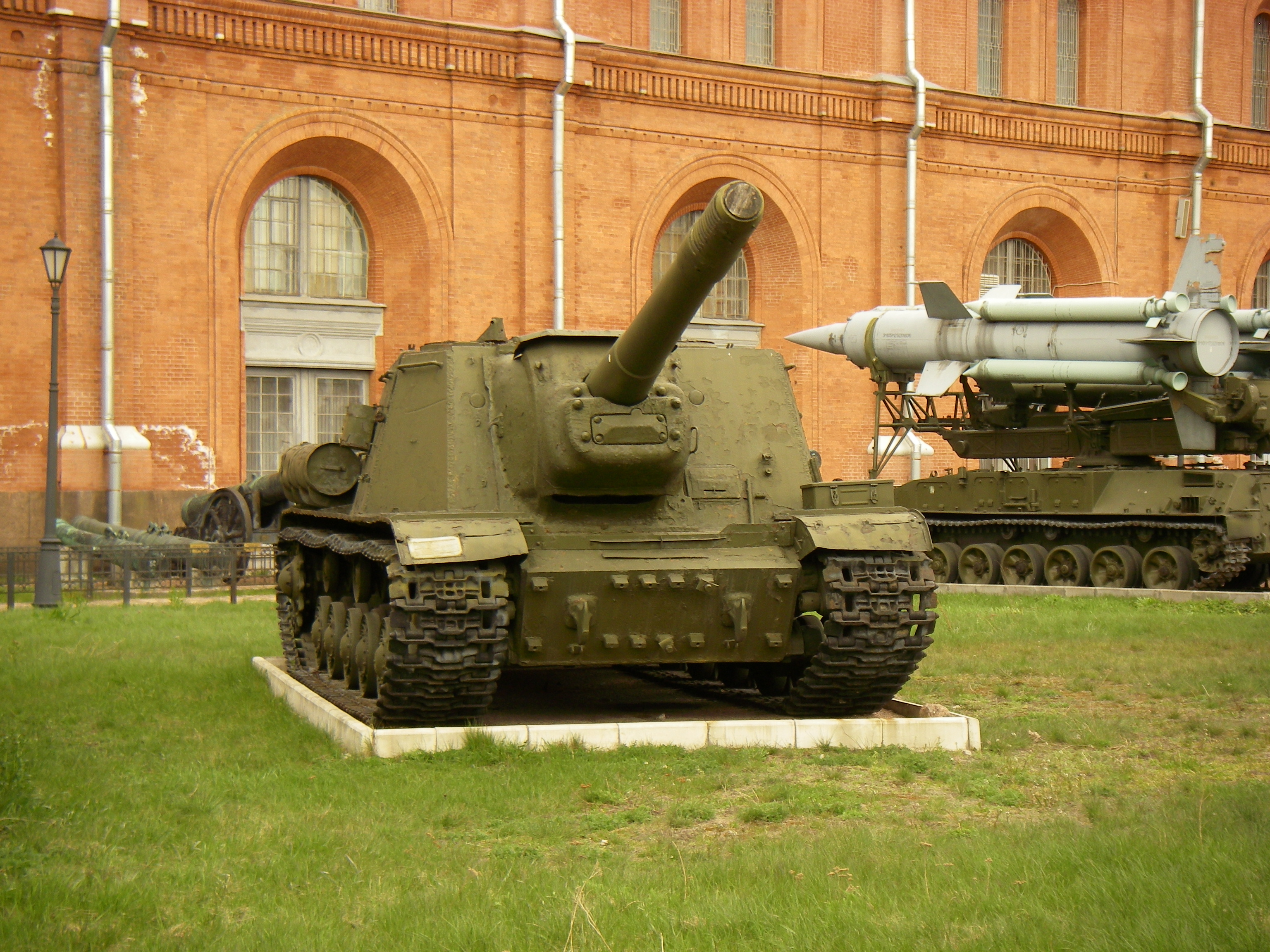
Esemplare di ISU-152.
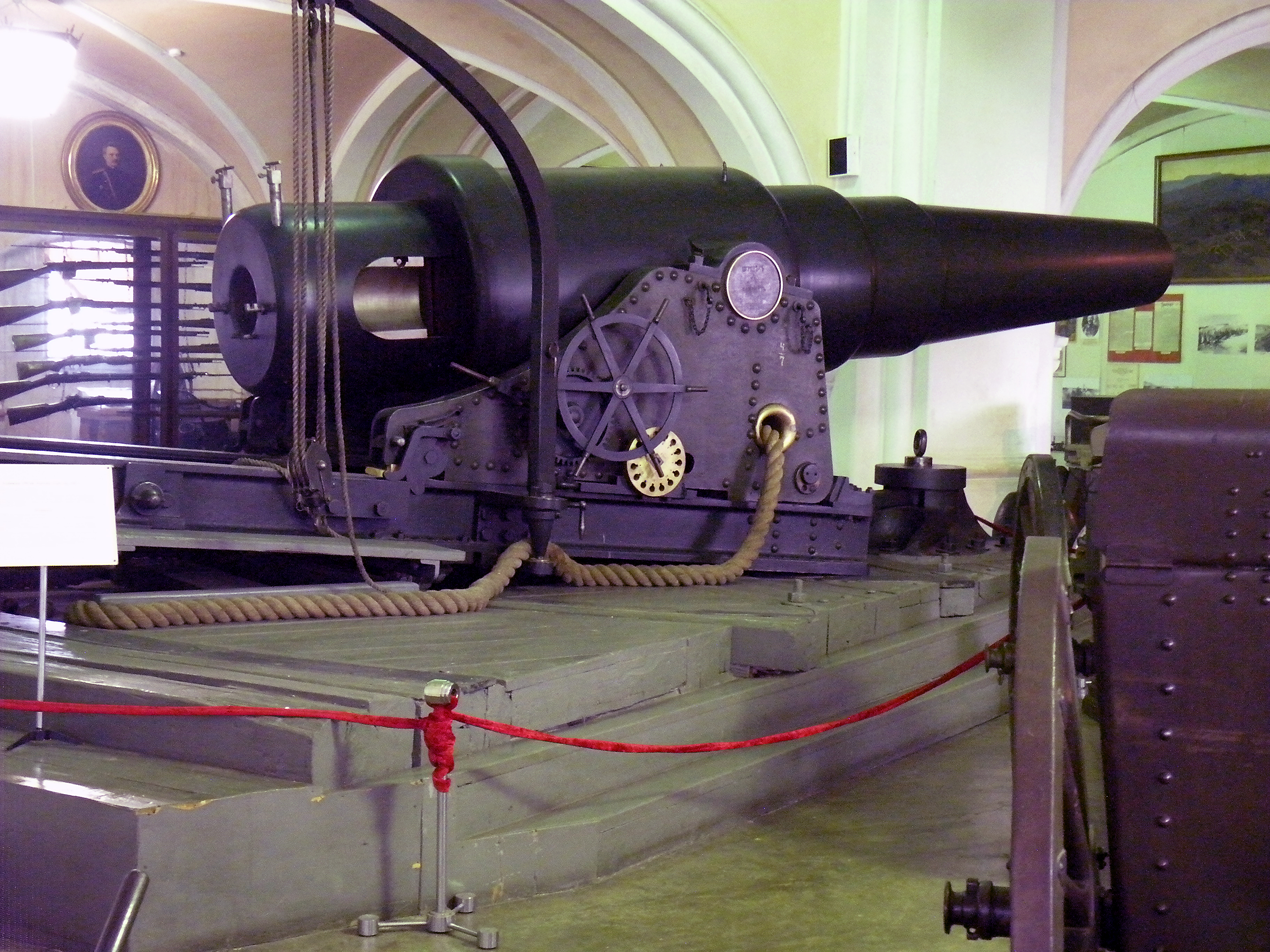
Cannone costiero del 1867 da 279 mm.
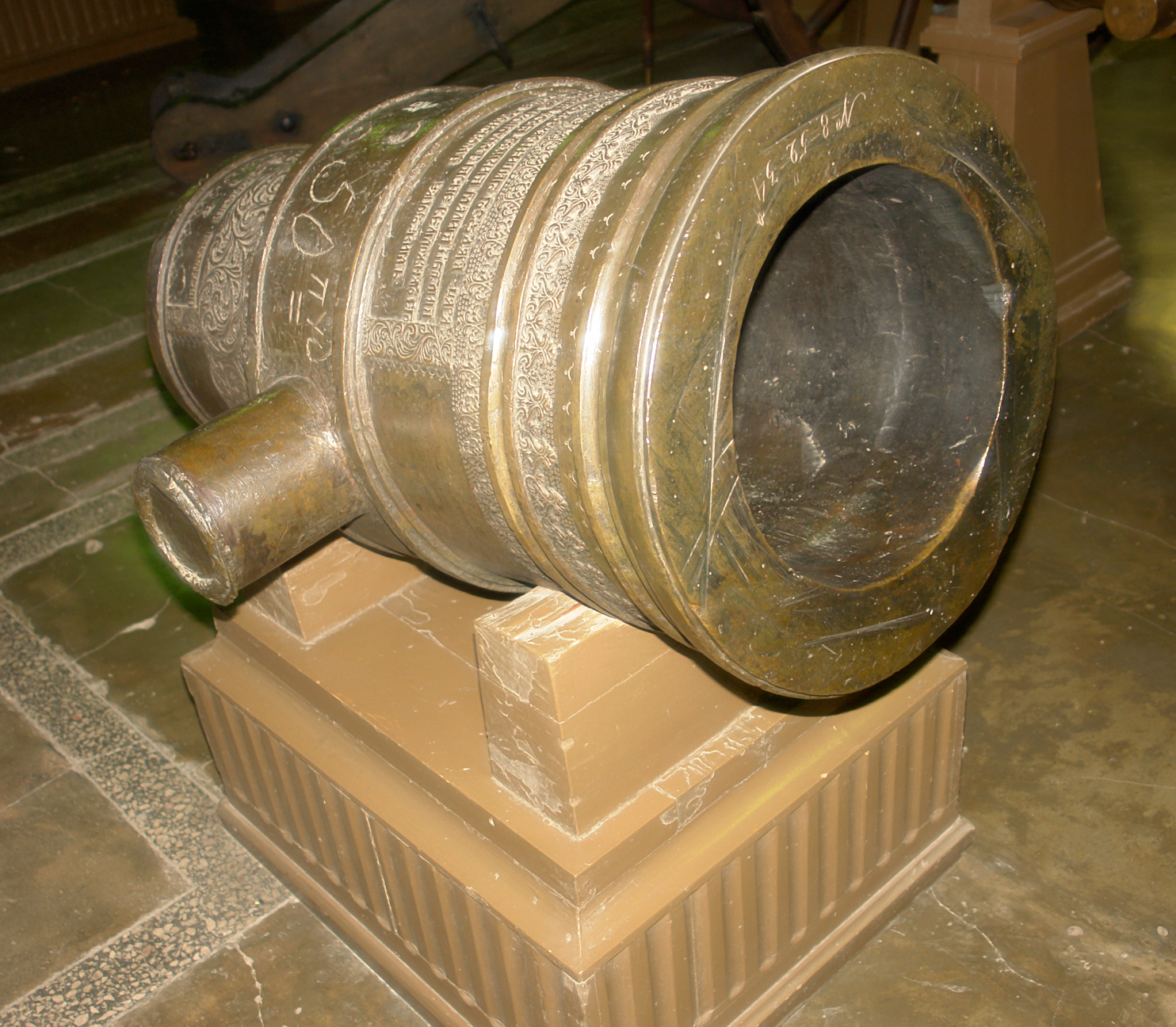
Bombarda da 33 cm di calibro.
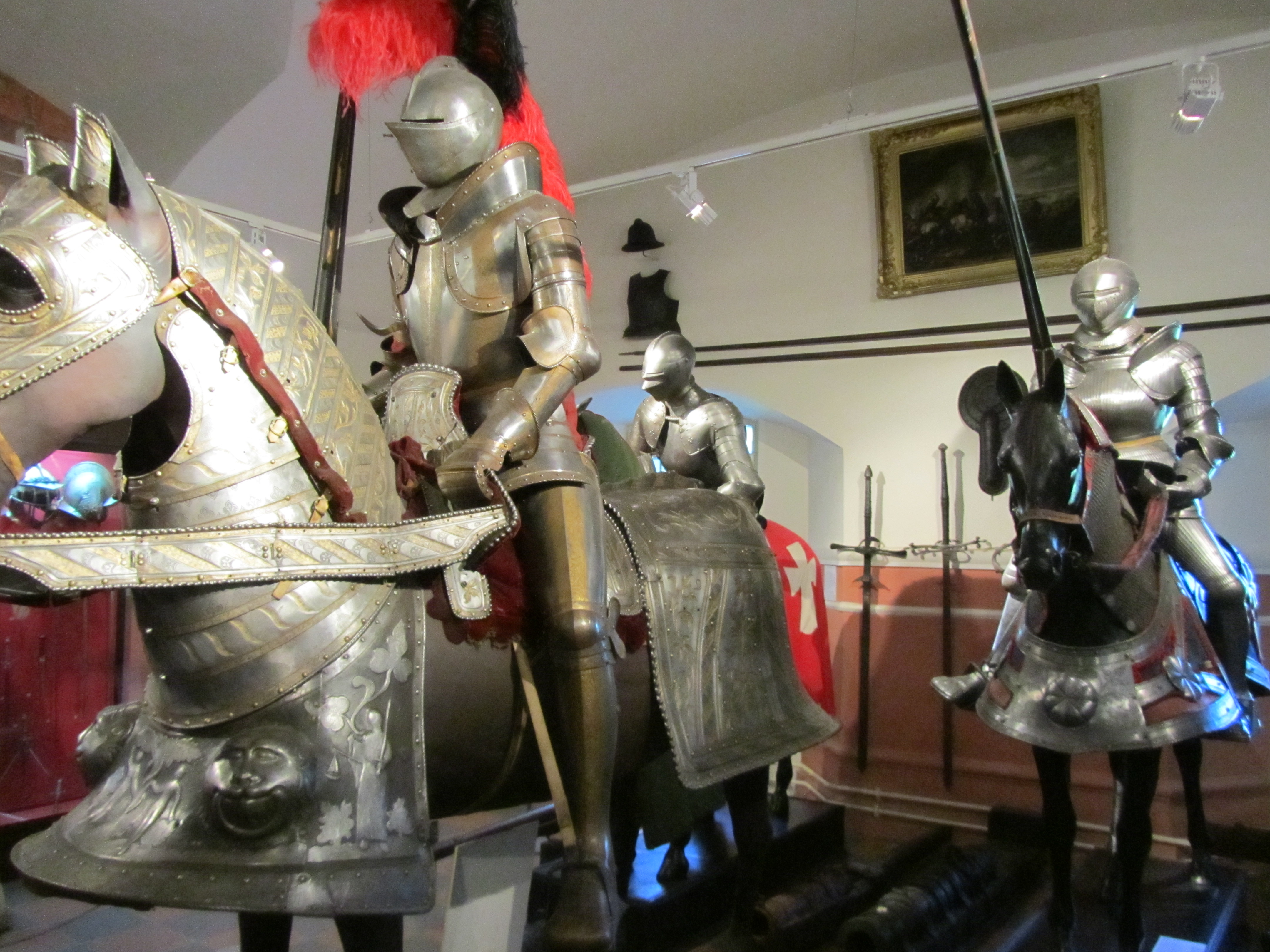
Armature.
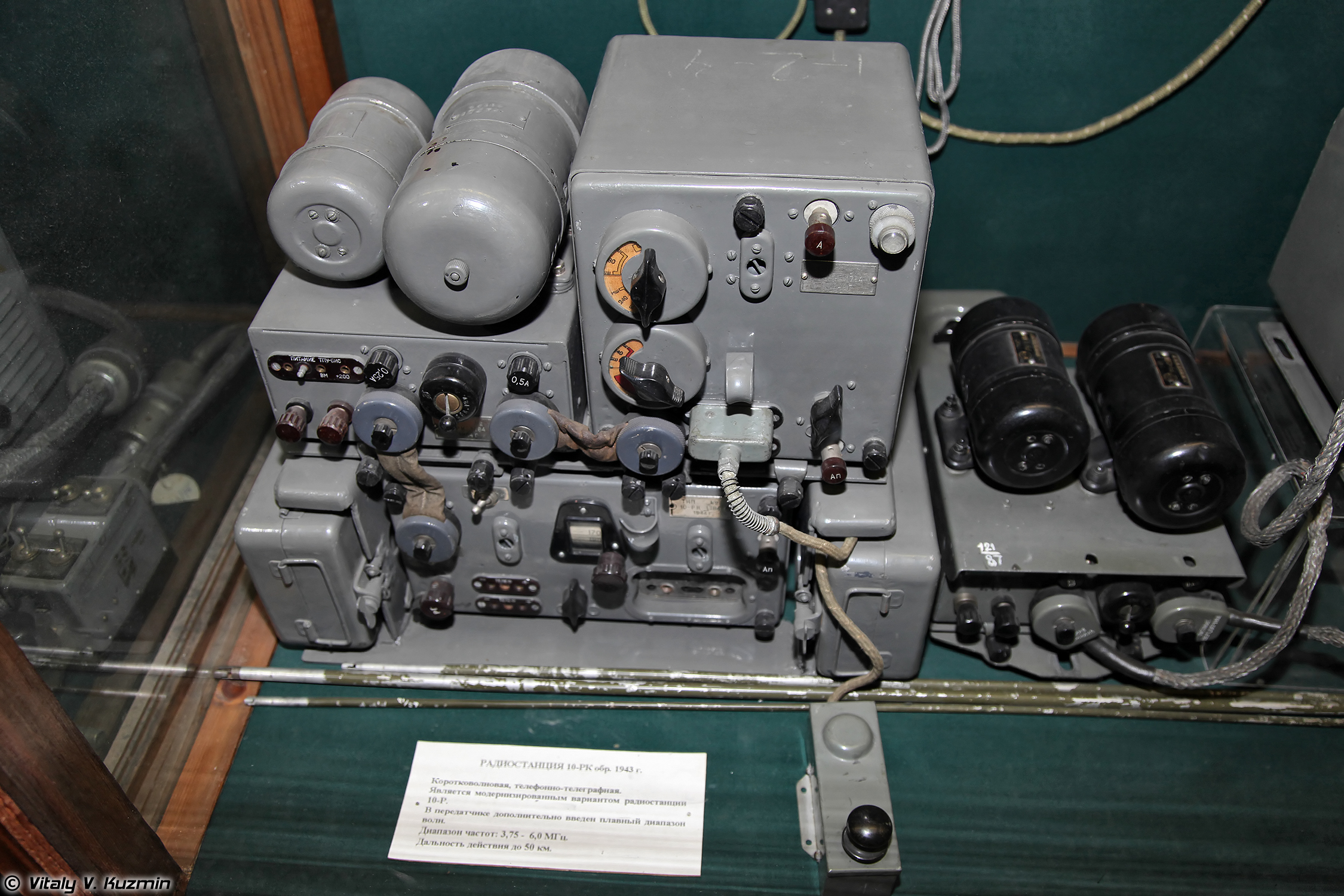
Radio 10-RK.
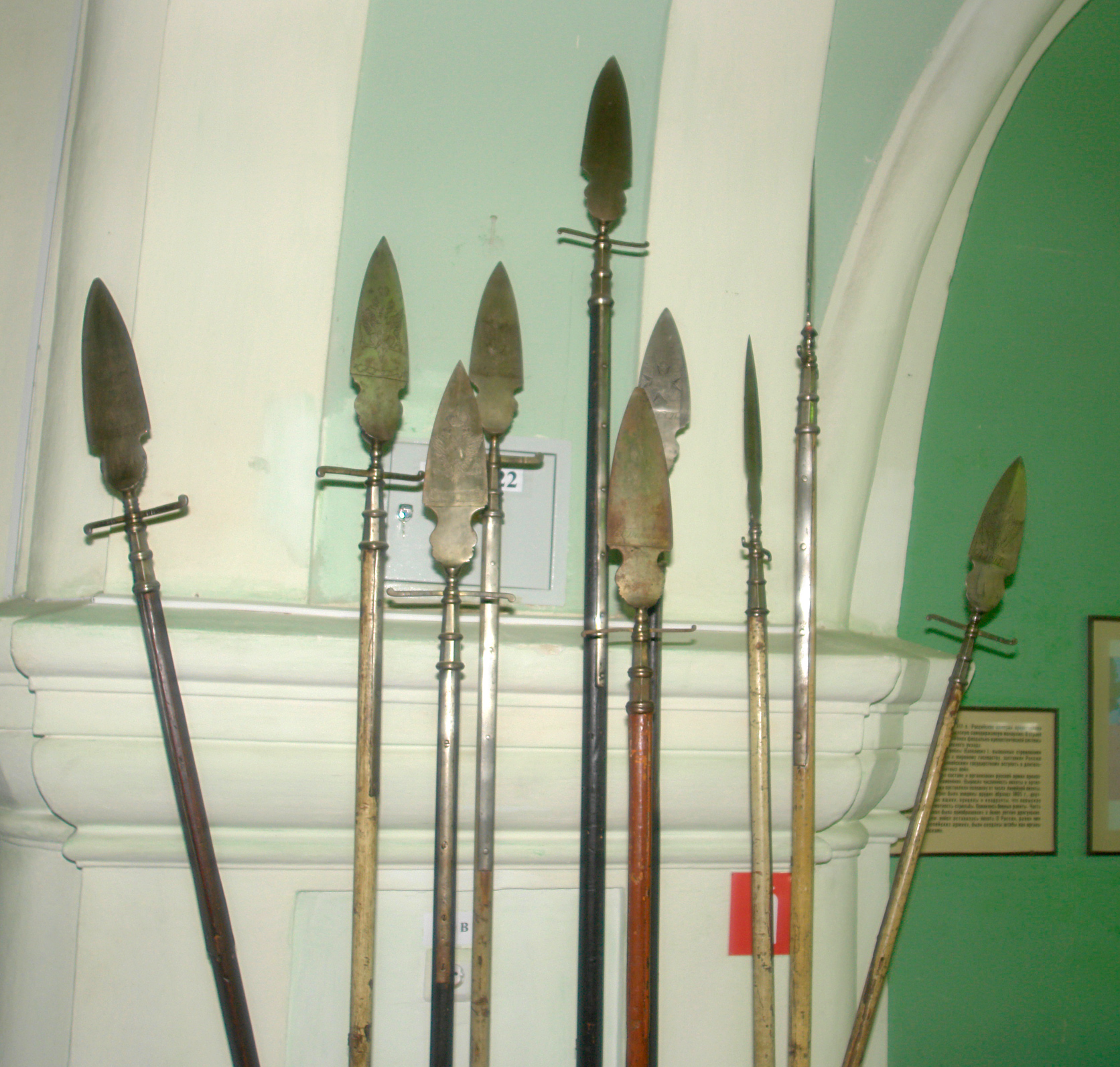
Degli spuntoni.
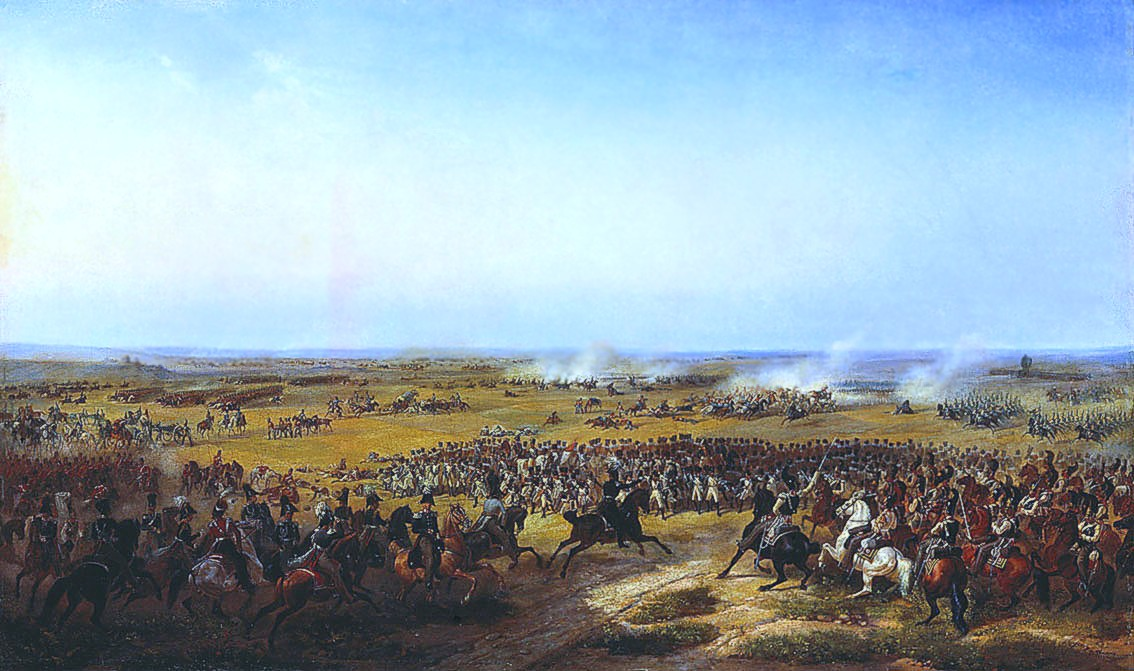
Dipinto della Battaglia di Fère-Champenoise.
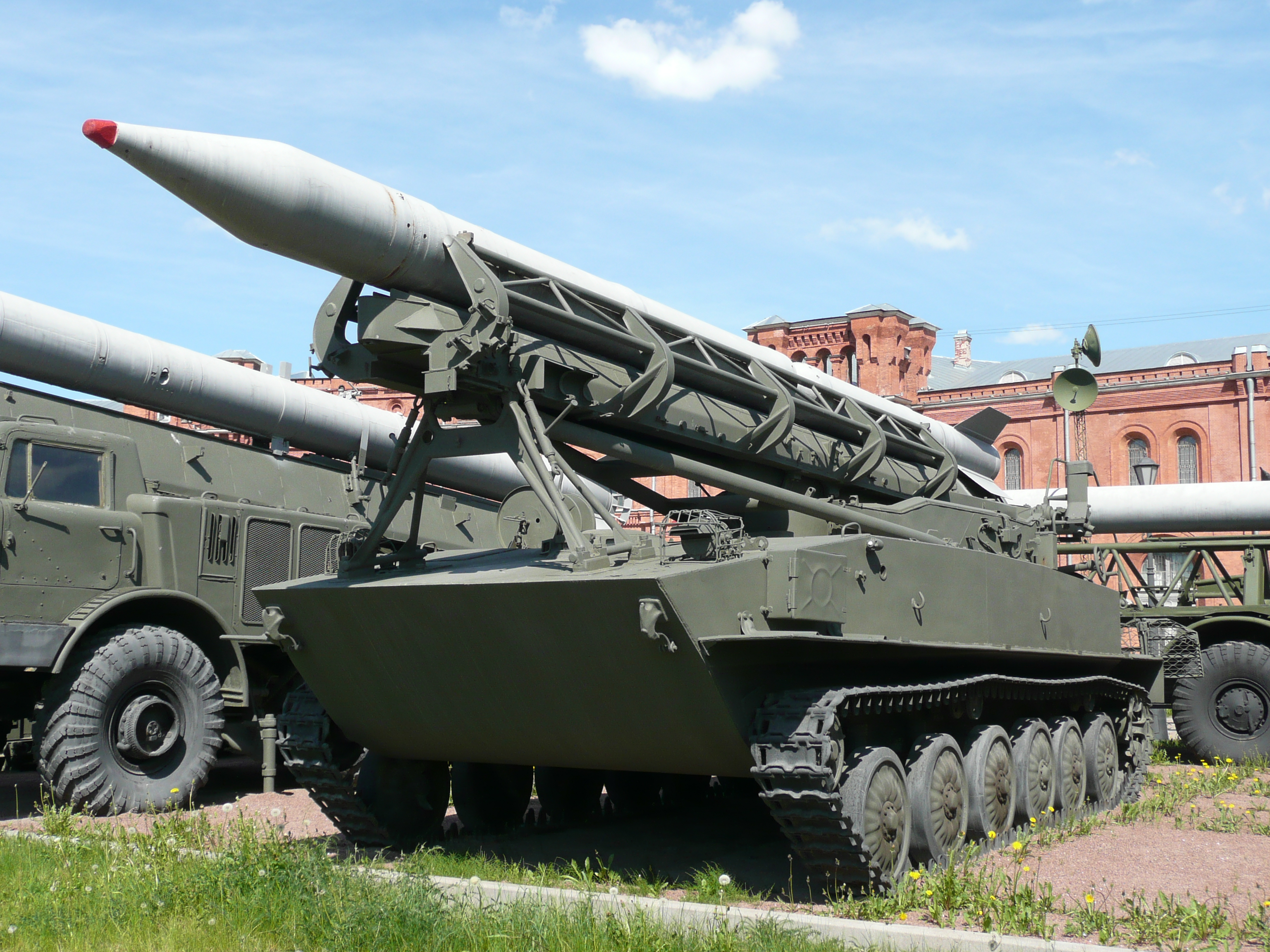
Lanciamissili semovente.